# Martín Aguirregabiria
Martín Aguirregabiria Padilla (Vitoria, 10 maggio 1996) è un calciatore spagnolo, difensore svincolato.

## Carriera

### Club
Cresciuto nel settore giovanile dell'Alavés, ha esordito in prima squadra il 30 novembre 2017, giocando da titolare la partita di Coppa del Re vinta per 3-0 contro il Getafe. Il 14 dicembre rinnova con il club basco fino al 2021. Dopo aver prolungato ulteriormente il proprio contratto con i bianco-azzurri, il 31 ottobre 2018 segna la prima rete in carriera, nel pareggio casalingo ottenuto contro il Girona.
Dopo cinque stagioni e quasi 130 presenza in Liga, il 18 luglio 2022 passa a titolo definitivo al Famalicão firmando un contratto valido per tre stagioni.

### Nazionale
Il 14 novembre 2018 esordisce con l'nazionale Under-21 spagnola in occasione di un'amichevole con i pari età danesi, l'estate successiva viene convocato per gli Europei di categoria, al termine dei quali si laurea campione d'Europa giocando sempre da titolare senza essere mai sostituito.

## Statistiche

### Presenze e reti nei club
Statistiche aggiornate al 12 maggio 2019.
| Stagione        | Squadra         | Campionato      | Campionato | Campionato | Coppe nazionali | Coppe nazionali | Coppe nazionali | Coppe continentali | Coppe continentali | Coppe continentali | Altre coppe | Altre coppe | Altre coppe | Totale | Totale |
| Stagione        | Squadra         | Comp            | Pres       | Reti       | Comp            | Pres            | Reti            | Comp               | Pres               | Reti               | Comp        | Pres        | Reti        | Pres   | Reti   |
| --------------- | --------------- | --------------- | ---------- | ---------- | --------------- | --------------- | --------------- | ------------------ | ------------------ | ------------------ | ----------- | ----------- | ----------- | ------ | ------ |
| 2017-2018       | Alavés          | PD              | 21         | 0          | CR              | 4               | 0               | -                  | -                  | -                  | -           | -           | -           | 25     | 0      |
| 2018-2019       | Alavés          | PD              | 27         | 0          | CR              | 1               | 1               | -                  | -                  | -                  | -           | -           | -           | 28     | 1      |
| Totale Alavés   | Totale Alavés   | Totale Alavés   | 48         | 0          |                 | 5               | 1               |                    | -                  | -                  |             | -           | -           | 53     | 1      |
| Totale carriera | Totale carriera | Totale carriera | 48         | 0          |                 | 5               | 1               |                    | -                  | -                  |             | -           | -           | 53     | 1      |

### Cronologia presenze e reti in nazionale
| Cronologia completa delle presenze e delle reti in nazionale ― Spagna under 21 | Cronologia completa delle presenze e delle reti in nazionale ― Spagna under 21 | Cronologia completa delle presenze e delle reti in nazionale ― Spagna under 21 | Cronologia completa delle presenze e delle reti in nazionale ― Spagna under 21 | Cronologia completa delle presenze e delle reti in nazionale ― Spagna under 21 | Cronologia completa delle presenze e delle reti in nazionale ― Spagna under 21 | Cronologia completa delle presenze e delle reti in nazionale ― Spagna under 21 | Cronologia completa delle presenze e delle reti in nazionale ― Spagna under 21 |
| Data                                                                           | Città                                                                          | In casa                                                                        | Risultato                                                                      | Ospiti                                                                         | Competizione                                                                   | Reti                                                                           | Note                                                                           |
| ------------------------------------------------------------------------------ | ------------------------------------------------------------------------------ | ------------------------------------------------------------------------------ | ------------------------------------------------------------------------------ | ------------------------------------------------------------------------------ | ------------------------------------------------------------------------------ | ------------------------------------------------------------------------------ | ------------------------------------------------------------------------------ |
| 14-11-2018                                                                     | Logroño                                                                        | Spagna under 21                                                                | 4 – 1                                                                          | Danimarca under 21                                                             | Amichevole                                                                     | -                                                                              |                                                                                |
| 16-06-2019                                                                     | Bologna                                                                        | Spagna under 21                                                                | 1 – 3                                                                          | Italia under 21                                                                | Europeo Under-21 2019 - 1º turno                                               | -                                                                              |                                                                                |
| 19-06-2019                                                                     | Reggio Emilia                                                                  | Spagna under 21                                                                | 2 – 1                                                                          | Belgio under 21                                                                | Europeo Under-21 2019 - 1º turno                                               | -                                                                              |                                                                                |
| 22-06-2019                                                                     | Bologna                                                                        | Spagna under 21                                                                | 5 – 0                                                                          | Polonia under 21                                                               | Europeo Under-21 2019 - 1º turno                                               | -                                                                              |                                                                                |
| 27-06-2019                                                                     | Reggio Emilia                                                                  | Spagna under 21                                                                | 4 – 1                                                                          | Francia under 21                                                               | Europeo Under-21 2013 - Semifinale                                             | -                                                                              | 82’                                                                            |
| 30-06-2019                                                                     | Udine                                                                          | Spagna under 21                                                                | 2 – 1                                                                          | Germania under 21                                                              | Europeo Under-21 2019 - Finale                                                 | -                                                                              |                                                                                |
| Totale                                                                         |                                                                                | Presenze                                                                       | 6                                                                              |                                                                                | Reti                                                                           | 0                                                                              |                                                                                |

## Palmarès

### Nazionale
- Campionato d'Europa Under-21: 1

2019